# Fairbank (Iowa)
Pour les articles homonymes, voir Fairbank.
Ne doit pas être confondu avec Fairbanks.
Fairbank est une ville des comtés de Buchanan et Fayette, en Iowa, aux États-Unis. La ville est devenue incorporée le 12 mai 1891.